# 李学海 (1956年)
李学海（1956年8月—），山东莱西人，中华人民共和国政治人物。

## 生平
1975年8月—1984年5月，在莱西县第三中学任教，1981年作为选调生，先后任招远县勾山公社团委干事、中共招远县委组织部干事、共青团招远县委副书记。1982年7月，加入中国共产党。1984年5月—1988年12月，莱西县姜山镇党委副书记、镇长，院上镇党委书记。1988年12月—1990年4月，担任莱西县教育局长、党委书记。1990年4月—1992年5月，莱西市委常委、组织部长。1992年5月至1997年12月，任莱西市委副书记、即墨市委副书记。1997年12月—2008年3月，青岛市城阳区委副书记、区政府区长，区委书记、党校校长、青岛出口加工区工委书记。2008年3月—2011年11月，任青岛市市南区委书记、党校校长。2012年3月—2016年8月，任青岛市政协副主席。2016年5月，涉嫌严重违纪，接受组织调查。8月9日，严重违纪问题进行了立案审查。同年10月，决定逮捕。